# Detlef Felken
Detlef-Jörg Felken (* 28. Oktober 1957 in Mönchengladbach) ist ein deutscher Lektor und Historiker. Von 2000 bis 2023 war er Cheflektor des kulturwissenschaftlichen C.H. Beck Verlages in München.

## Werdegang
Detlef Felken wurde als Sohn des Designers Bruno P. Felken und seiner Frau Marlen, geb. Löffelmann, in Mönchengladbach geboren. Nach dem Abitur am Neusprachlichen Gymnasium in Mönchengladbach 1976 studierte Felken Geschichte, Germanistik und Philosophie an der Universität Münster, wo er im Mai 1984 mit dem Magister abschloss. Anschließend wechselte er an die Rheinische Friedrich-Wilhelms-Universität Bonn, wo er im Februar 1991 mit einer von Klaus Hildebrand betreuten Arbeit über John Foster Dulles und die Strategie und Diplomatie der amerikanischen Deutschlandpolitik 1953–1959 promoviert wurde. Nach einem 1989 absolvierten zweimonatigen Volontariat beim C.H. Beck Verlag trat er 1991 ebenda als Lektor ein. Im Jahr 2000 löste er Ernst-Peter Wieckenberg als Cheflektor des kulturwissenschaftlichen Verlages ab. In seiner Programmarbeit betreut er zeitgenössische Intellektuelle und Historiker  wie Saul Friedländer, Timothy Snyder, Johannes Fried, Arnold Esch, Jürgen Osterhammel oder Thomas Piketty und regt Themen an, die die globale, europäische sowie jüngere bundesrepublikanische Geschichte kritisch reflektieren. So machte er sich 2017 für die Übersetzung von Ibram X. Kendis Gebrandmarkt: Die wahre Geschichte des Rassismus in Amerika stark. Unter seiner Ägide gab der Verlag die Gefängnisbriefe von Nelson Mandela zu dessen 100. Geburtstag heraus und setzte ab 2010 die Publikation der von Ulrich Herbert herausgegebenen Reihe „Europäische Geschichte im 20. Jahrhundert“ ins Werk. Felken lebt in München.
Felken wurde im September 2023 von C.H. Beck als Cheflektor verabschiedet. Er bleibt weiterhin als Editor-at-large beratend für den Verlag tätig.

## Schriften

### Monographien
- Oswald Spengler. Konservativer Denker zwischen Kaiserreich und Diktatur. C.H. Beck, München 1988, ISBN 3-406-33326-5.
- Dulles und Deutschland. Die amerikanische Deutschlandpolitik 1953–1959. Bouvier, Köln 1993, ISBN 3-416-02417-6 (Zugl.: Bonn, Univ., Diss., 1991 u.d.T.: Dulles und Deutschland. Strategie und Diplomatie der amerikanischen Deutschlandpolitik 1953–1959).
- Zusammen mit Tino Jacobs (Hrsg.): Die Welt im Buch. Kleine Chronik des Verlags C.H. Beck 1763–2013. C.H. Beck, München 2013.

### Herausgeber
- Ein Buch, das mein Leben verändert hat [Wolfgang Beck von seinen Autorinnen und Autoren zum 65. Geburtstag 2006]. C.H. Beck, München 2007, ISBN 3-406-56461-5.